# Estialescq
Estialescq ist eine französische Gemeinde mit 260 Einwohnern (Stand 1. Januar 2022) im Département Pyrénées-Atlantiques in der Region Nouvelle-Aquitaine (vor 2016: Aquitanien). Sie gehört zum Arrondissement Oloron-Sainte-Marie und zum Kanton Oloron-Sainte-Marie-2 (bis 2015: Kanton Lasseube).
Der Name in der gascognischen Sprache lautet Estialesc.

## Geographie
Estialescq liegt circa zehn Kilometer nordöstlich von Oloron-Sainte-Marie in der historischen Provinz Béarn.
Umgeben wird der Ort von den Nachbargemeinden:
|      | Monein                                      |          |
| Goès | Kompassrose, die auf Nachbargemeinden zeigt | Lasseube |
|      | Précilhon                                   | Escout   |

Estialescq liegt im Einzugsgebiet des Flusses Adour. Die Auronce, ein Zufluss des Gave d’Oloron, und die Baylongue, ein Zufluss des Baysère, durchqueren das Gemeindegebiet.

## Geschichte
Erstmals erwähnt wurde Estialescq 1383 in der Form Estheles in einem Manuskript des Notars Luntz. Bei einem Zensus im Jahr 1385 wurden in Esquialest 37 Haushalte gezählt und vermerkt, dass das Dorf zur Bailliage von Oloron gehört. Zu jener Zeit besaß die Gemeinde einen Pfarrer, einen Schmied, einen Edelmann und ein Viertel, das Angehörigen der Cagots vorbehalten war. Diese waren eine Personengruppe, die vom 13. bis weit in das 19. Jahrhundert hinein in Spanien und Frankreich diskriminiert und weitgehend vom gesellschaftlichen Leben ausgeschlossen war. Im Jahr 1400 war der Grundherr der Gemeinde, Espalle de Lane, ein reicher Kaufmann aus Oloron.
Weitere Toponyme und Erwähnungen von Estialescq waren:
- Estielesc (13. Jahrhundert, Zensus des Béarn),
- Esquielest (1399, Manuskript des Notars Gots),
- Estialesc (1405, Notare von Navarrenx),
- Istaliecxs und Estyalescxs (1546 bzw. 1548, Manuskriptsammlung des 16. bis 18. Jahrhunderts),
- Sanctus Vincentius d’Estialescq (1612, Veröffentlichungen des Bistums Oloron),
- Estialesc (1750, Karte von Cassini) und
- Estialescq (1793, Notice Communale).[3][5][6]

Von der gallorömischen Zeit bis zum 19. Jahrhundert hatte Estialescq eine Spezialisierung in der Herstellung von Kalk aufgrund zahlreicher Steinbrüche auf dem Gemeindegebiet. Die Via Tolosana, der südlichste der vier Jakobswege nach Santiago de Compostela, durchquert die Gemeinde.

### Einwohnerentwicklung
Nach Höchstständen der Einwohnerzahl von 387 Einwohnern in der Mitte des 19. Jahrhunderts und 378 Einwohnern gegen Ende des 19. Jahrhunderts ist die Zahl bei kurzen Wachstumsphasen auf unter 200 gesunken. Seitdem hat sich die Zahl der Bewohner auf einem Niveau von rund 250 stabilisiert.
| Jahr      | 1962 | 1968 | 1975 | 1982 | 1990 | 1999 | 2006 | 2009 | 2022 |
| --------- | ---- | ---- | ---- | ---- | ---- | ---- | ---- | ---- | ---- |
| Einwohner | 209  | 206  | 175  | 203  | 224  | 255  | 238  | 247  | 260  |

## Sehenswürdigkeiten

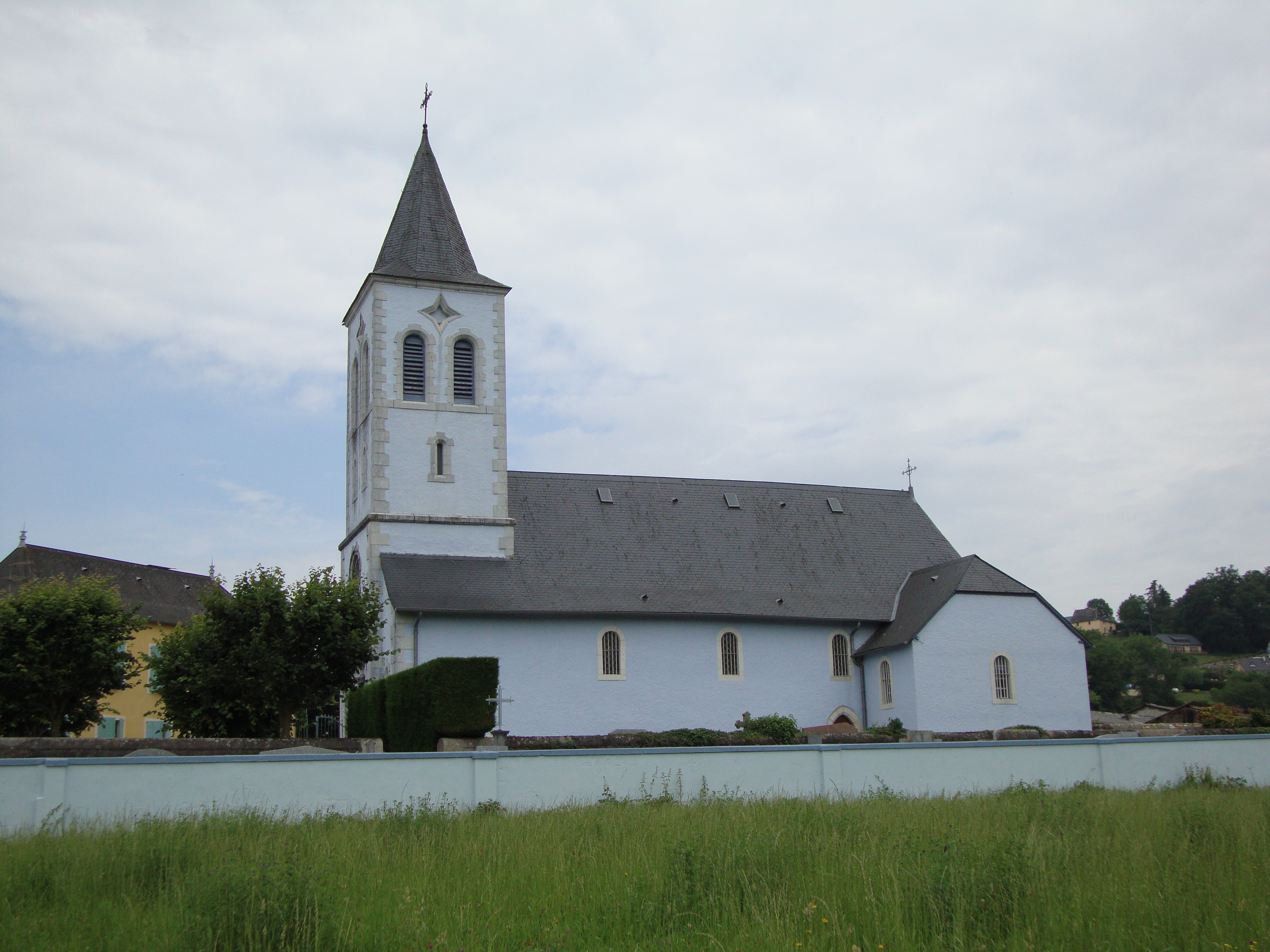
Pfarrkirche Saint-Vincent-Diacre

- Pfarrkirche, gewidmet Vinzenz von Valencia. Der Schutzpatron der Kirche ist in Anbetracht des Weinbaus gewählt, der traditionell die Haupttätigkeit der Gemeinde darstellt. Der Chor ist mit einer zwischen 1920 und 1930 entstandenen Wandmalerei verschönert, die das Dorfleben im 20. Jahrhundert darstellt. Im September 1852 begannen die Arbeiten an der Vergrößerung und Restaurierung der Kirche mit der Grundlegung des Glockenturms, der Kapelle und der Sakristei, die sich bis zum September 1866 hinzogen.[8][9]

## Wirtschaft und Infrastruktur

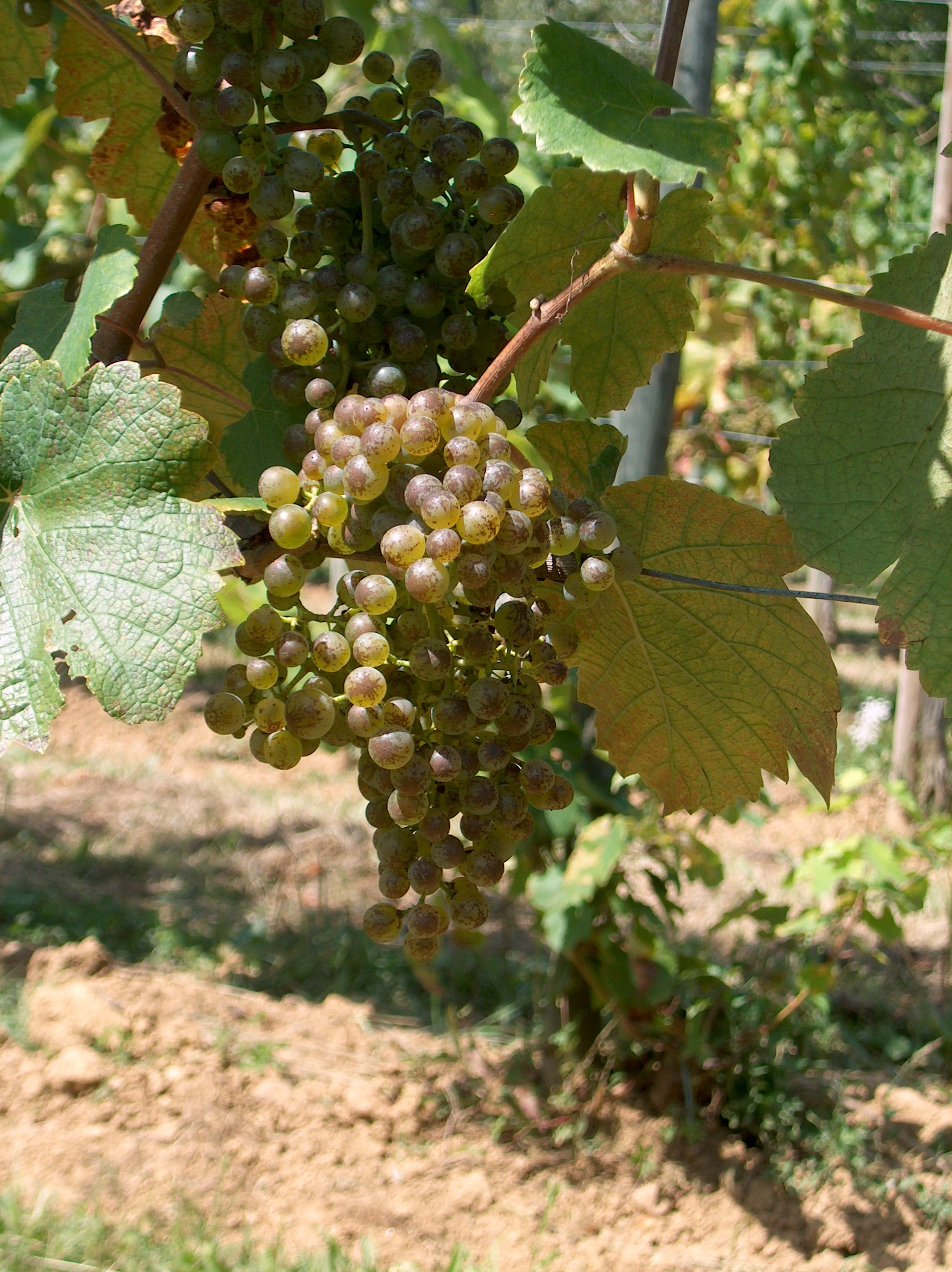
Rebstock der Sorte Petit Manseng

Die Wirtschaft der Gemeinde wird in erster Linie von der Landwirtschaft bestimmt. Hierzu zählt die Rinder-, Schaf- und Geflügelzucht zur Fleisch-, Milch- und Käseerzeugung, der Anbau von Mais und biologischem Getreide sowie die Erzeugung von Honigprodukten. Estialescq liegt in den Zonen AOC der Weinbaugebiete Jurançon und Béarn sowie des Ossau-Iraty, eines traditionell hergestellten Schnittkäses aus Schafmilch.

### Bildung
Die Gemeinde verfügt über eine öffentliche Grundschule.

### Sport und Freizeit
Der Fernwanderweg GR 653 von Toulouse nach Jaca, der einem Abschnitt der Via Tolosana, dem südlichsten der vier Jakobswege, entspricht, führt durch das Ortszentrum.
Ein Lehrpfad von 3 km Länge vermittelt Wissen über die Flora und die Gewinnung von Kalk.

### Verkehr
Estialescq wird durchquert von den Routes départementales 24 und 103.